# Steve Davis
Steve Davis (ur. 22 sierpnia 1957 w Londynie) – angielski snookerzysta. Sześciokrotny mistrz świata. Plasuje się na 25 miejscu pod względem zdobytych setek w profesjonalnych turniejach, ma ich łącznie 338.

## Kariera
Od 1978 gracz zawodowy, wieloletni lider rankingu światowego (1984-1990). Do 2008 odniósł 81 zwycięstw (rekord), z czego 28 w turniejach rankingowych. Do końca sezonu 2015/2016 na swoim koncie zapisał 338 breaków stupunktowych (12. rezultat w historii).
Zdobył 6 tytułów mistrza świata (1981, 1983, 1984, 1987-1989). Zwycięstwo nad Johnem Parrottem w finale mistrzostw w 1989 (18:3), to najbardziej jednostronny rezultat w historii imprezy. Davis pamiętany jest również z porażki w finale tej imprezy w 1985 – uległ Dennisowi Taylorowi 17:18, w jednym z najbardziej znanych pojedynków w dziejach snookera.
W 1988 otrzymał tytuł „Sportowej Osobowości Roku” BBC oraz Order Imperium Brytyjskiego IV klasy (OBE).
Jednym z jego największych sukcesów było osiągnięcie maksymalnego breaka – 147 pkt podczas turnieju Lada Classic w 1982 roku. Wtedy to po raz pierwszy został sfilmowany przez kamery telewizyjne break maksymalny. Wydarzenie to miało miejsce w Queen Elizabeth Hall w Oldham 11 stycznia 1982 roku.
Steve Davis brał udział w Warsaw Snooker Tour, w którym udało mu się dojść do półfinału pokonując w pierwszej rundzie 4-2 Marcina Nitschke, w półfinale uległ mistrzowi świata Johnowi Higginsowi 5-3.
Brał również udział w późniejszym World Series of Snooker 2008 w Warszawie, w którym pokonał Rafała Jewtucha 4-0, ale w następnej rundzie uległ Chińczykowi Ding Junhui 4-2.
W 2010 dotarł do ćwierćfinałów mistrzostw świata, pokonując w I rundzie Marka Kinga 10:9, a następnie eliminując w II obrońcę tytułu, Johna Higginsa 13:11. Trzeci mecz przegrał z późniejszym zwycięzcą całego turnieju – Neilem Robertsonem – wynikiem 5:13.
17 kwietnia 2016 podczas pierwszej rundy rozgrywanych w Sheffield snookerowych mistrzostw świata, ogłosił zakończenie zawodowej kariery.
Poza grą w snookera Davis odnosił także sukcesy w bilardzie dziewięciobilowym (zwycięstwo w Mosconi Cup z Europą – 1995, 2002) oraz w trikach snookerowych (3-krotne mistrzostwo świata – 1994, 1995, 1997).
Zwycięstwa w turniejach rankingowych
| Turniej             | Rok                         |
| ------------------- | --------------------------- |
| Mistrzostwa świata  | 1981, 1983, 1984, 1987-1989 |
| UK Championship     | 1984-1987                   |
| International Open  | 1983-1984, 1987-1989        |
| Classic             | 1984, 1987-1988, 1992       |
| Rothmans Grand Prix | 1985, 1988, 1989            |
| British Open        | 1986, 1993                  |
| Thailand Masters    | 1992                        |
| European Open       | 1993                        |
| Regal Welsh Open    | 1994, 1995                  |